# Белгушка
Белгушка (баш. Бөйлөғош) — река в России, протекает по Оренбургской области. Устье реки находится в теряется в 1,2 км к востоку от устья реки Большой Ик. Длина реки составляет 30 км.

## Данные водного реестра
По данным государственного водного реестра России относится к Уральскому бассейновому округу, водохозяйственный участок реки — Большой Ик. Речной бассейн реки — Урал (российская часть бассейна).
Код объекта в государственном водном реестре — 12010000612112200006382.